# 柿島村
柿島村（かきしまそん）は、徳島県阿波郡にあった村。現在の吉野川市鴨島町知恵島・鴨島町知恵島番外および阿波市吉野町柿原にあたる。

## 地理
- 河川 ： 吉野川

## 歴史
- 1889年（明治22年）10月1日 - 町村制の施行により、柿原村・知恵島村の区域をもって発足。
- 1957年（昭和32年）3月31日 - 分割し、大字柿原が板野郡一条町と合併して板野郡吉野町が発足。大字知恵島が麻植郡鴨島町に編入。同日柿島村廃止。